# Tonsila
Tonsilas palatinas, amídalas, amígdalas (português brasileiro) ou amígdalas (português europeu) são estruturas presentes na orofaringe (percurso entre boca e faringe) constituídas por massas de tecido linfoide ricas em glóbulos brancos. São distinguíveis das tonsilas faríngeas (também chamada de adenoides) e das  tonsilas linguais (também chamadas de amídalas linguais). Ao contrário dos linfonodos, as tonsilas não ficam no trajeto de vasos linfáticos. Produzem linfócitos, muitos dos quais penetram no epitélio e o atravessam, direcionados à boca e faringe. O conjunto dessas tonsilas é denominado Anel de Waldeyer.

## Classificação
- Tonsilas palatinas: são duas estruturas arredondadas localizadas na parte de trás da boca. São incluídas no processo de deglutição e respiração, participando do sistema linfático e imunológico combatendo infecções por vírus/bactérias que entrem pelo nariz ou pela boca. Possuem epitélio pavimentoso estratificado com invaginações, formando criptas e paredes com numerosos folículos linfoides, com centro germinativo.
- Tonsilas faríngeas: se localizam atrás das  cavidades nasais e acima do palato mole. Produzem anticorpos e também fazem parte do sistema imunológico ajudando na defesa do organismo contra a invasão de agentes estranhos.
- Tonsilas linguais: se encontram na base da língua, atrás do V lingual até a epiglote. Além da produção de anticorpos, conseguem captar, filtrar e destruir os micro-organismos e agentes contaminantes externos.

## Amigdalite
A inflamação das tonsilas, tonsilite, é chamada popularmente de amigdalite. Pode ser classificada como crônica quando se trata de infecções recorrentes (várias vezes ao ano e/ou por longos períodos causando geralmente dor de garganta, nódulos cervicais e mau hálito) ou como aguda em casos mais esporádicos que se resolvem sozinhos após dias ou semanas com a presença de obstrução das vias aéreas, o que gera ronco e apneia durante o sono. De uma tonsilite persistente (crônica) poderá resultar a necessidade de remoção das tonsilas palatinas. A remoção cirúrgica das amídalas (tonsilas palatinas), chama-se tonsilectomia ou amigdalectomia.

### Tipos
- Amigdalite bacteriana: causada por uma infecção bacteriana. Esse tipo de doença é contagiosa que pode ser transmitida em forma de gotículas e secreções orais por meio de tosse ou mecanismo parecido. Seus sintomas comuns são a febre alta, dor de garganta, calafrios, dificuldade ou dor ao engolir, inchaço das amígdalas, pontos brancos de pus na garganta entre outros. Seu tratamento envolve o uso de antibióticos prescritos por médico e, no caso de ser crônica, existe também a opção ou necessidade de retirada das amígdalas.
- Amigdalite viral: mais comum que a bacteriana e também sendo contagiosa, é desencadeada por uma infecção viral. Geralmente curadas após uma média de 5 dias partindo de um tratamento (receitado sempre por um médico) com o objetivo de aliviar os sintomas com analgésicos e anti-inflamatórios.  Outra enfermidade e consequência comum ligada às amídalas é a  hiperplasia, processo em que elas crescem demais e, assim, dificultam a respiração e ingestão de alimentos.

## Funcionamento
As tonsilas, pela sua localização estratégica entre a boca, nariz e garganta, as tonsilas são a primeira linha de defesa do sistema imunológico contra patógenos ingeridos ou inalados. A função principal das tonsilas é desenvolver anticorpos para bactérias específicas com o objetivo do corpo se defender rapidamente do agente invasor e criar uma imunidade específica para caso seja atacado pelo mesmo patógeno novamente. Na superfície das tonsilas, existem células especializadas em capturar antígenos: as células M. As células M, então, alertam as células B e T subjacentes na tonsila e uma resposta imune é iniciada. Células B são ativadas e proliferam em áreas conhecidas como centros germinativos nas tonsilas. Nesses centros, células de memória B são criadas e anticorpo secretor (IgA) é produzido. As células B e T (linfócitos B e linfócitos T) são produzidos pelos órgãos linfoides primários (timo e medulas) e migram através da circulação para os tecidos linfoides secundários que, entre eles, se encontram as próprias tonsilas. Esse linfócitos T e B possuem moléculas em sua superfície que reconhecem antígenos livres. 
Estudos recentes evidenciaram que as tonsilas produzem linfócitos T de maneira similar porém não totalmente igual à maneira que o timo produz.

## Etimologia
"Amígdala" e "amídala" provêm do grego amygdále, "amêndoa", pelo latim amygdala. Nesse caso, a palavra se definiu pela semelhança das amídalas palatinas (já que são visíveis) com o fruto amêndoa. "Tonsila" procede do latim tonsillas.